# ボリビア人の一覧
ボリビア人の一覧（ボリビアじんのいちらん）は、著名なボリビア多民族国出身者を一覧化したものである。

## あ行
- ビクトル・パス・エステンソロ、政治家
- レネ・バリエントス・オルトゥーニョ、政治家
- ロルヒオ・アルバレス、サッカー選手
- ビクトル・ウーゴ・アンテロ、サッカー選手
- マルコ・エチェベリ、サッカー選手
- エジバウド・ロハス・エルモーサ、サッカー選手
- ホルヘ・ウィルステルマン、パイロット

## か行
- ハンス・クント、軍人
- エルネスト・カブール、音楽家
- セバスティアン・ガマーラ、サッカー選手
- サムエル・ガリンド、サッカー選手
- ルイス・クリスタルド、サッカー選手

## さ行
- ハイメ・パス・サモラ、政治家
- ウゴ・バンセル・スアレス、軍人、大統領
- アントニオ・ホセ・デ・スクレ、政治家
- ペドロ・シモセ、作家、詩人、作曲家
- ルイス・カルロス・セベリッチ、音楽家
- エルウィン・サンチェス、サッカー選手
- オスカル・サンチェス、サッカー選手
- マルコ・サンディ、サッカー選手

## な行
- ロナルド・ガルシア・ナチョ、サッカー選手

## は行
- カルロス・メサ・ヒスベルト、政治家
- エドゥアルド・ロドリゲス・ベルツェ、政治家
- シモン・ボリバル、政治家、軍人、革命家
- シモン・パティーニョ、実業家
- フリオ・セサル・バルディビエソ、サッカー選手
- フアン・マヌエル・ペーニャ、サッカー選手
- カルロス・ボルハ、サッカー選手

## ま行
- エボ・モラレス、政治家
- フレディ・マエムラ、医師、革命家
- マリアーノ・メルガレホ、政治家、軍人
- ホセ・ミルトン・メルガル、サッカー選手
- マルセロ・マルティンス・モレノ、サッカー選手

## や行
- スルマ・ユガール、政治家、歌手

## ら行
- ゴンサロ・サンチェス・デ・ロサダ、政治家
- ミゲル・リンバ、サッカー選手